# 지리산 나들목
지리산 나들목(Jirisan IC)은 전북특별자치도 남원시 아영면 봉대리에 설치된 광주대구고속도로의 19번 교차로이다. 나들목 진출입로는 아영면 인풍리와 접하고 있다. 아영면, 인월면 등지로 진출할 수 있으며, 명칭과는 달리 지리산과는 거리가 있다.

## 연혁
- 1984년 3월 21일 : 나들목 출입시설 건설로 인해 남원군 아영면 인풍리 ~ 봉대리 3.31km 구간 도로구역 변경[1]
- 1984년 6월 27일 : 88올림픽고속도로 담양 ~ 달성 구간 개통과 함께 영업 개시[2]
- 1999년 11월 2일 : 2001년 12월까지 나들목 요금소 설치를 위해 전라북도 남원시 월락동 ~ 경상남도 합천군 야로면 야로리 97.1km 구간 도로구역 변경[3]
- 2001년 10월 10일 : 2001년 12월까지 나들목 임시 요금소 설치 공사를 위해 전라북도 남원시 아영면 인풍리 ~ 봉대리 120m 구간 도로구역 변경[4]
- 2007년 9월 10일 : 88올림픽고속도로 담양 ~ 성산 구간 왕복 4차로 확장 공사로 인해 남원시 도시계획구역 교통광장에 아영면 봉대리 일원을 지리산 나들목으로 고시[5]

## 구조물 정보
- 위치: 전북특별자치도 남원시 아영면 봉대리
- 영업소: 전북특별자치도 남원시 아영면 인월장터로 280

## 접속하는 도로
- 아백로
- 인월장터로
- 간접 연결 : 국도 제24호선 (황산로, 인월 교차로 이용), 국가지원지방도 제37호선 (유곡로, 인월장터로 이용)

## 교통량 정보
| 요금소          | 통행량 (대/일) | 통행량 (대/일) | 통행량 (대/일) | 통행량 (대/일) | 통행량 (대/일) | 통행량 (대/일) | 통행량 (대/일) | 통행량 (대/일) | 통행량 (대/일) | 통행량 (대/일) | 각주  |
| 요금소          | 2001년         | 2002년         | 2003년         | 2004년         | 2005년         | 2006년         | 2007년         | 2008년         | 2009년         | 2010년         | 각주  |
| --------------- | -------------- | -------------- | -------------- | -------------- | -------------- | -------------- | -------------- | -------------- | -------------- | -------------- | ----- |
| 지리산 (폐쇄식) | 901            | 1,266          | 1,333          | 1,150          | 1,108          | 1,060          | 1,056          | 1,023          | 1,094          | 1,231          | [ 6 ] |
| 요금소          | 2011년         | 2012년         | 2013년         | 2014년         | 2015년         | 2016년         | 2017년         | 2018년         | 2019년         |                | [ 6 ] |
| 지리산 (폐쇄식) | 1,158          | 1,120          | 1,193          | 1,131          | 1,246          | 1,628          | 1,730          | 1,786          | 1,871          |                | [ 6 ] |